# Karl Allaut
Karl Allaut (* 1951 in Borghorst, heute zu Steinfurt, Nordrhein-Westfalen) ist ein deutscher Gitarrist. Bekannt wurde er als Begleitmusiker von Udo Lindenberg.

## Leben
Allauts Vater starb bereits, als Allaut sieben Jahre alt war. Im Alter von neun Jahren hörte er zum ersten Mal die Shadows und interessierte sich fortan für Musik. Mit 14 Jahren begann er, sich als Autodidakt das Gitarrenspiel beizubringen. Bereits als Schüler gründete er seine erste Band, die vornehmlich die Musik der Shadows und der Beatles nachspielten. Als Allaut 17 Jahre alt war, reiste er auf eigene Faust durch verschiedene europäische Großstädte. Nach seiner Rückkehr begann er ein Musikstudium an der Universität Münster, das er jedoch abbrach.
Gemeinsam mit dem Bassisten Steffi Stephan und dem Schlagzeuger Peter Backhausen gründete er in Münster eine Band. Stephan, der schon zuvor mit Udo Lindenberg zusammen spielte, veranlasste, dass Allaut E-Gitarre auf Lindenbergs Single Rock'n Roll Band für das B-Seiten-Stück Tief im Süden spielen sollte. Wenig später wurde Allaut in Lindenbergs Begleitband, das so genannte „Panikorchester“, aufgenommen, in dem er unter dem Namen Karl Brutal auftrat. Unter diesem Namen spielte Allaut 1973 E-Gitarre auf Lindenbergs Album Alles klar auf der Andrea Doria, das dessen kommerzieller Durchbruch wurde. Schon während der Aufnahmen zum Album entschloss sich Allaut, das Panikorchester wegen musikalischer und finanzieller Differenzen wieder zu verlassen. Er gründete die Band Kater Karlo und der Westwind, mit der er einige erfolglose Singles veröffentlichte. Allaut spielte Gitarre auf den Alben Mit Pfefferminz bin ich dein Prinz und Sekt oder Selters von Marius Müller-Westernhagen. Zudem spielte er auf den ersten beiden Alben der Münsteraner Gruppe Gebrüder Engel mit, bevor er die Band 1979 wieder verließ. Anfang der 1980er Jahre arbeitete Allaut gelegentlich wieder mit Udo Lindenberg zusammen, insbesondere auf dessen Album Odyssee (1983). 1986 machte ihn der Beatles-Intimus Klaus Voormann mit dem Sänger Stephan Remmler bekannt, der gerade eine Solokarriere begann. Mit ihm spielte Allaut eine Vielzahl von Hits ein, darunter Keine Sterne in Athen und Alles hat ein Ende nur die Wurst hat zwei. Ende der 1980er Jahre spielte Allaut wieder regelmäßig mit Udo Lindenberg und wenig später auch mit Achim Reichel.
Nach gesundheitlichen Problemen Mitte der 1990er Jahre zog sich Allaut aus der Populärmusik zurück und spielt seitdem ausschließlich Jazz.
Allaut lebt im Hamburger Bezirk Eimsbüttel.

## Diskografie
- Eimsbush Rehearsals Volume One
- Eimsbush Rehearsals Volume Two
- Ball Pompös – Udo Lindenberg & das Panikorchester
- Alles klar auf der Andrea Doria – Udo Lindenberg & das Panikorchester
- Mit Pfefferminz bin ich dein Prinz – Marius Müller-Westernhagen
- Sekt oder Selters – Marius Müller-Westernhagen